# Côte de Bryan
La côte de Bryan, autrefois côte de George Bryan, est la région côtière de la terre d'Ellsworth, en Antarctique occidental, donnant sur la mer de Bellingshausen, et séparée de la côte de Eights à l'ouest par la pointe Pfrogner et de la côte d'English à l'est par la péninsule de Rydberg. Située dans la zone revendiquée par le Chili, elle a été baptisée en l'honneur de l'amiral américain George S. Bryan.